# Lucas Sims
Lucas Sims (Lawrenceville, Georgia, 10 de mayo de 1994) es un jugador profesional estadounidense de béisbol que se desempeña en la posición de lanzador en Boston Red Sox, equipo de las Grandes Ligas de Béisbol (MLB).

## Carrera
Fue seleccionado en la primera ronda en el Draft de la MLB de 2012. En 2017 hizo su debut profesional con el equipo Atlanta Braves, en el cual jugó dos temporadas (2017-2018), después pasó a Cincinnati Reds, donde jugó siete temporadas, en 2024 pasó a Boston Red Sox.